# چنسوو (استان لهستان بزرگ)
چسو، وئیودشیپ مجارستان بزرگتر (به لاتین: Trzęsów, Greater Poland Voivodeship) یک روستای لهستان در لهستان است که در Gmina Szczytniki واقع شده‌است.

## خصوصیات
چسو ۱۰۰ نفر جمعیت دارد.